# 松田昭彦
松田 昭彦 (まつだ あきひこ、1952年 - ) は、日本のアニメーション音響効果技師。
新井秀徳・西村睦弘とともにJetSoundEngineを主宰する。以前はフィズサウンドクリエイションに所属していた。サンライズ、日本アニメーション、シンエイ動画の作品を担当することが多い。
AUDIO PLANNING Uとの関係が深く、同社に所属していた浦上靖夫や大熊昭からの起用を受けることが多かった。また、浦上同様にサンライズ作品を多く担当している藤野貞義との繋がりも深い。

## 主な担当作品
- 世界名作劇場シリーズ
  - 母をたずねて三千里 （CX）
  - 赤毛のアン（CX）
  - トム・ソーヤーの冒険（CX）
  - 牧場の少女カトリ（CX） ※第2話から担当
  - 小公女セーラ（CX）
  - 愛少女ポリアンナ物語（CX）
  - 愛の若草物語（CX）
  - 小公子セディ（CX）
  - ピーターパンの冒険（CX）
  - 私のあしながおじさん（CX）
  - トラップ一家物語（CX）
  - 大草原の小さな天使 ブッシュベイビー（CX）
  - 若草物語 ナンとジョー先生（CX）
  - 七つの海のティコ（CX）
  - ロミオの青い空（CX）
  - 名犬ラッシー（CX）
  - 家なき子レミ（CX）
  - レ・ミゼラブル 少女コゼット（BS-FUJI）
  - ポルフィの長い旅（BS-FUJI）
  - こんにちは アン 〜Before Green Gables（BS-FUJI）
- 機動戦士ガンダムシリーズ
  - 機動戦士ガンダム（NBN-ANN）※1stのTV版は、社名が石田サウンドの時期から担当。
  - 機動戦士ガンダム 劇場版三部作（劇場公開時のオリジナル音声版）
  - 機動戦士ガンダム0083 STARDUST MEMORY
  - 機動戦士Vガンダム（ANB）
  - 機動武闘伝Gガンダム（ANB）
  - 新機動戦記ガンダムW（ANB）
  - 機動戦士ガンダム 第08MS小隊
  - 機動新世紀ガンダムX（ANB）
  - 新機動戦記ガンダムW Endless Waltz
  - 機動戦士ガンダムUC ※効果協力
  - 機動戦士ガンダム サンダーボルト ※効果協力
  - 機動戦士ガンダム ククルス・ドアンの島 ※効果協力
  - 機動戦士Gundam GQuuuuuuX ※効果協力（クレジット表記無し）
  - 新機動戦記ガンダムW-operation30th-（Web）※上野励と共同担当
- 藤子不二雄作品　　　
  - ドラえもん（1979年版 / ANB）
  - 怪物くん（1980年版）（ANB）※第16話以降は「フィズサウンド」の社名が初めてクレジットされる。
  - パーマン（ANB）
  - オバケのQ太郎（1985年版 / ANB）
  - プロゴルファー猿（ANB）※シリーズ途中で小川勝男に交代。
  - エスパー魔美（ANB）
  - 新プロゴルファー猿（ANB）
  - ドラミちゃん ミニドラSOS!!!
  - ビリ犬→ビリ犬なんでも商会（ANB）
  - 笑ゥせぇるすまん（TBS）
  - ドラミちゃん アララ♥少年山賊団!
  - ザ・ドラえもんズシリーズ
  - チンプイ（ANB）
  - 21エモン（ANB）
  - モジャ公（TX）
  - ドラえもん（2005年版 / ANB）
  - Pa-Pa-Pa ザ★ムービー パーマン タコDEポン! アシHAポン! ※西村睦弘と共同担当
- 勇者シリーズ
  - 勇者エクスカイザー（NBN-ANB)
  - 太陽の勇者ファイバード（NBN-ANB）
  - 伝説の勇者ダ・ガーン（NBN-ANB）
  - 勇者特急マイトガイン（NBN-JNN）
  - 勇者警察ジェイデッカー（NBN-JNN）
  - 黄金勇者ゴルドラン（NBN-JNN）
  - 勇者指令ダグオン（NBN-JNN）
  - 勇者指令ダグオン 水晶の瞳の少年
  - 勇者王ガオガイガー（NBN-JNN）
  - 勇者王ガオガイガーFINAL
- クレヨンしんちゃんシリーズ※所属社が「JetSoundEngine」に変更後も所属社名は「フィズサウンド」表記。
  - クレヨンしんちゃん（EX）
  - 映画クレヨンしんちゃんシリーズ ※30作目は監修
  - SHIN-MEN（ANB）
  - クレヨンしんちゃん外伝 エイリアン vs. しんのすけ（Web）
  - クレヨンしんちゃん外伝 おもちゃウォーズ（Web）
  - クレヨンしんちゃん外伝 家族連れ狼（Web）
  - クレヨンしんちゃん外伝 お・お・お・のしんのすけ（Web）※初回配信時の#1-#3は庄司雅弘がクレジットされていたが、#4配信後は全てのクレジットが松田昭彦に差し替えられた。
- サンリオアニメシリーズ
  - キキとララのヘンゼルとグレーテル
  - ハローキティのしらゆきひめ
  - ハローキティのアルプスの少女ハイジ
  - ハローキティのアルプスの少女ハイジⅡ -クララとの出会い-
  - ハローキティのかぐや姫
  - ハローキティの不思議の国のアリス
  - ハローキティの小公女
  - けろけろけろっぴのガリバーの冒険
- 仮面ライダーストロンガー（MBS-JNN）
- 秘密戦隊ゴレンジャー（ANB）
- 大空魔竜ガイキング（CX）
- ジェッターマルス（CX）
- アローエンブレム グランプリの鷹（CX）
- 無敵超人ザンボット3（NBN-ANN）
- 無敵鋼人ダイターン3（NBN-ANN）※#27まで担当#28以降は伊藤修が担当
- 銀河鉄道999（CX）
- 銀河鉄道999 The Galaxy Express 999
- 地球へ…
- 伝説巨神イデオン（TX）
- サイボーグ009 超銀河伝説
- 名犬ジョリィ（CX）
- 新竹取物語 1000年女王（CX）
- さよなら銀河鉄道999 アンドロメダ終着駅
- ワンワン三銃士（MBS-JNN）
- 太陽の牙ダグラム（TX）
- ゲームセンターあらし（NTV）
- パタリロ!→ぼくパタリロ!（CX）
- THE IDEON 接触篇/発動篇
- 悪漢探偵2（香港映画）※日本未公開
- フクちゃん（ANB）
- 装甲騎兵ボトムズ（TX）
- 超時空要塞マクロス（MBS-JNN）※クレジット表記はフィズサウンド
- 超時空要塞マクロス 愛・おぼえていますか
- オヨネコぶーにゃん（ANB）
- 機甲界ガリアン（NTV）
- 星銃士ビスマルク（NTV）
- くりいむレモン PART4 POP♥CHASER ※クレジット表記無し
- へーい!ブンブー（NHK）
- 蒼き流星SPTレイズナー（NTV）
- 忍者戦士飛影（NTV）
- WWWA ダーティペアの大勝負 ノーランディアの謎
- エリア88 （OVA版）
- Mr.ペンペン（ANB）
- シティーハンターシリーズ（ytv）
- キキとララ
- 美味しんぼ（NTV）
- 機甲猟兵メロウリンク
- 獣神ライガー（NBN-ANB）
- The Five Star Stories
- YAWARA!（ytv）
- 超人ロック 「ロード・レオン」
- ちびまる子ちゃん(CX)
- 静かなるドン YAKUZA SIDE STORY
- 疾風!アイアンリーガー（TX）
- おにいさまへ…
- 中華一番!（CX）
- みかん絵日記（TBS）
- ガンバリスト!駿（TBS）
- 忍ペンまん丸（ANB）
- 宇宙皇子
- B・B
- バツ&テリー
- 週刊ストーリーランド（NTV）※複数の短編アニメを放映する形式のため、別の話を担当した横山正和と共同担当。
- さくらももこ劇場コジコジ（TBS）
- 映画シンドバッド